# Simulation thermique dynamique
 (juillet 2016).
Si vous disposez d'ouvrages ou d'articles de référence ou si vous connaissez des sites web de qualité traitant du thème abordé ici, merci de compléter l'article en donnant les références utiles à sa vérifiabilité et en les liant à la section « Notes et références ».
En science et en ingénierie, la simulation thermique dynamique (STD) désigne le calcul de l'évolution temporelle de l'état thermique d'un système utilisant un modèle numérique approché de l'objet réel : par défaut, on obtient, à tous les instants choisis de la simulation, la température en un certain nombre de points des éléments le composant et qui évoluent selon les différentes lois régissant les échanges thermiques (convection, conduction, rayonnement, changement d'état). La simulation thermique dynamique peut être appliquée à différents types de systèmes ; par exemple, un four, un moteur, un bâtiment. Le concept de simulation thermique dynamique est plutôt ainsi utilisé dans le domaine du bâtiment, par opposition aux nombreuses méthodes de calcul simplifié employées depuis les années 1970 qui ne prenaient pas en compte ou très mal la dynamique des évolutions.
Plus spécifiquement dans le bâtiment, la simulation thermique dynamique permet d'estimer les besoins thermiques (énergie utile en chaud et froid) du bâtiment en exploitation en tenant compte de l'enveloppe du bâtiment et de son inertie, des divers apports thermiques, du comportement des occupants et du climat local. Dans le cas où la simulation vise à estimer les consommations réelles d'énergie (énergie finale), le calcul tient alors compte aussi des systèmes énergétiques (y compris les appareils électriques non thermiques) et l'on parle alors de simulation énergétique dynamique (SED).
Avec l'accroissement des exigences de performance énergétique et environnementale sur les nouveaux bâtiments, la STD est de plus en plus intégrée au processus de conception des bâtiments. Elle peut aussi être mise en œuvre dans le cas de rénovation. Par ailleurs, les bailleurs sociaux, les collectivités territoriales et d'autres organisations peuvent exiger qu'une simulation thermique dynamique soit intégrée à la conception de bâtiments pour lesquels un appel à concours est lancé. Par exemple, les simulations thermiques dynamiques sont très utilisées en climat méditerranéen, où le confort d'été doit être aussi bien pris en compte. Ainsi, la démarche bâtiments durables méditerranéens exige une simulation thermique dynamique pour ses niveaux les plus élevés.

## Logiciels de simulation thermique dynamique

### Logiciels
Liste non exhaustive de logiciels, ordonnée alphabétiquement :
- BAO Évolution SED (avec module complémentaire STD)
- ClimaWin
- Cometh
- EnergyPlus
- Lesosai
- m2m
- Pleiades
- Trnsys
- Virtual Environment